# Unos wtórny

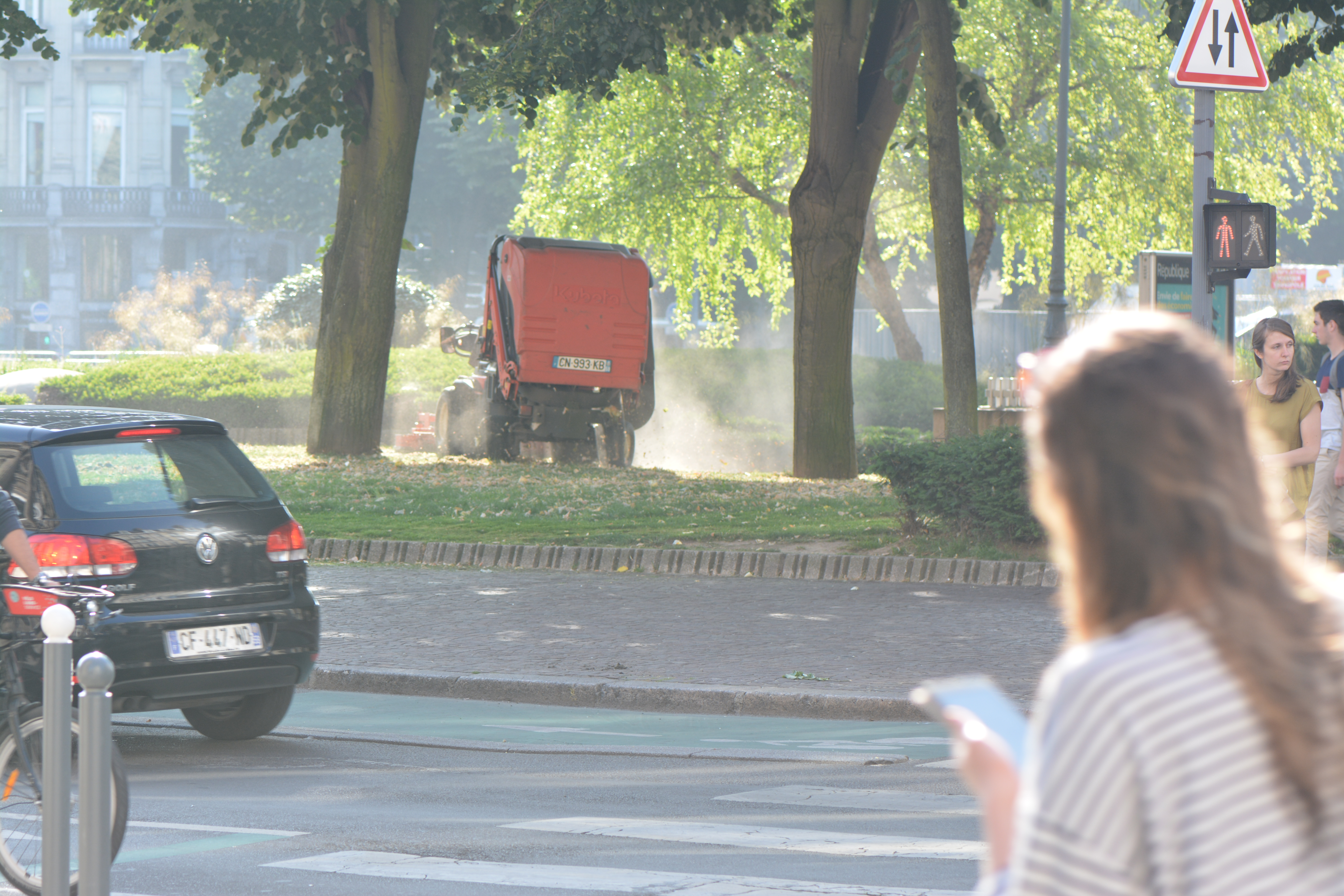
Pył ponownie wznoszony przez poruszający się pojazd.

Unos wtórny – pył gromadzący się na powierzchni jezdni wzbijany ponownie w powietrze w wyniku turbulencji generowanych przez pojazdy. Składnik smogu.
Unos pochodzi z wielu źródeł, m.in. z pojazdów (w tym emisja bezpośrednia wraz ze spalinami, ścieranie opon, okładzin klocków i tarcz hamulcowych, nawierzchni drogi), roślinności, emitorów przemysłowych czy komunalno-bytowych. Pył ten może być ponownie unoszony w wyniku turbulencji generowanych przez pojazdy oraz porywany przez wiatr (tzw. resuspensja). Według badań jest to jedno z głównych źródeł emisji pyłu grubego (PM10) w pobliżu szlaków komunikacyjnych.
Pojazdy samochodowe wytwarzają pyły w wyniku spalania paliwa w silnikach (szczególnie Diesla), ścierania się opon i klocków hamulcowych, jak również powodują wzrost zapylenia przez powtórne porywanie pyłu z powierzchni jezdni. Według danych za 2013 74% pyłu emitowanego przez transport drogowy pochodziło ze zużycia opon, hamulców i nawierzchni dróg. Badania przeprowadzone w takich miastach jak Mediolan, Sztokholm, Oslo, Helsinki, Kopenhaga czy Warszawa dowodzą istotnego związku pomiędzy natężeniem ruchu pojazdów a poziomem zanieczyszczeń powietrza. Wpływa to niekorzystnie na osoby przebywające w pobliżu zatłoczonych arterii, skutkując większą zachorowalnością m.in. na choroby układu oddechowego.
Według oceny Najwyższej Izby Kontroli z 2014 w Polsce nie podejmuje się działań zapewniających dostateczną ochronę ludzi i środowiska naturalnego. Nie były dotrzymywane normy jakości powietrza wynikające z prawa Unii Europejskiej. W latach 2010–2013 przekroczenia poziomów pyłu PM10 występowały w ponad 75% stref, w których dokonuje się oceny jakości powietrza. W skali kraju samochody przyczyniają się do smogu w ok. 10%. Jednak w Warszawie wg NIK ruch samochodowy odpowiadał w 2011 za 63% stężenia PM10.